# Brusselse gewestverkiezingen 2014/Kandidatenlijst/PP
Dit is de kandidatenlijst van de Parti Populaire voor de Brusselse gewestverkiezingen van 2014. De partij dient geen volledige kieslijst in.

## Effectieven
1. Yasmine Dehaene
2. Claude Houtevelt
3. Jérôme Munier
4. Michel Doigny
5. Mohamed Saleh Houssein
6. Guy Philippart
7. Thierry Gilson
8. Laurent Lepez
9. Michèle De Broux-Kaisin
10. Etienne Frédéric
11. Myriam Olivares
12. Dominique Verhulst
13. Kadriye Cakar
14. Marcel Moortgat
15. Salvatore Seminerio
16. Yannick Callens
17. Amandine Van Der Ghinst
18. Sylvie Beugnies
19. Daniel De Becker
20. Monique Heyvaert
21. Guy Cornet
22. Andrée Vanopdenbosch
23. Valérie Mesdagh
24. Jacques Tasiaux
25. Geoffrey Thornton
26. Claudine Moreels
27. Nicole Wauters
28. Martine Delhaye
29. Arlette Mondele
30. Alain Dertocle
31. Jean-Yves Eysermans
32. Linda De Pré
33. Jean Nicolay
34. Marie-Paule Simon
35. Marianne Huyben
36. Anne-Marie Delgoffe
37. Josée Raucq
38. Christine Goussiaux
39. Philippe De Lange
40. Anne Thirion
41. Marie Baudelet
42. Wivine Rona-Peeters
43. Nathalie Expeels
44. Nathan Modrikamen
45. Stéphane Resimont

### Opvolgers
1. David Tomasi
2. Christiane Reynaerts
3. Alain Van Veer
4. Evelyne Weinhausen
5. Jacques Brahy
6. Danièle Van Geenhoven
7. Michel Renquin
8. Micheline Van Kerckhove
9. Willy Clessens
10. Georgette Hault
11. Guy Vandenkerckhoven
12. Carmen Beauchampet
13. Baudouin Vigneron
14. Fabienne Potar
15. Michel Lafontaine
16. Raphaële Vanmeerhaeghe